# Lizenzentzug
Unter einem Lizenzentzug versteht man die Rücknahme einer erteilten Lizenz oder Betriebserlaubnis oder auch die Verweigerung zur Verlängerung einer Lizenz bzw. Betriebserlaubnis, die eine Teilnahme am Wettbewerb nur unter Einhaltung von Auflagen (den Lizenzauflagen) möglich macht. Wird gegen diese Auflagen verstoßen bzw. Verpflichtungen, die sich aus der Lizenz ergeben, nicht eingehalten, droht bei kleineren Verstößen eine Strafe; bei größeren und damit den Wettbewerb beeinträchtigenden Vorkommnissen wird dem Wettbewerbsteilnehmer die Lizenz vom Lizenzgeber entzogen.

## Lizenzentzüge im Sport
Wird einem Sportverein die Lizenz für den Profi-Spielbetrieb entzogen, ist dies in der Regel mit dem Zwangsabstieg in untere Ligen verbunden. Dies geschieht beispielsweise dann, wenn ein Sportwettbewerber unwahre Angaben gegenüber dem Lizenzgeber gemacht hat, um diese Lizenz zu erhalten. Häufigster Grund eines Lizenzentzuges bzw. einer Lizenzverweigerung ist eine dramatisch verschlechterte wirtschaftliche Situation des Sportwettbewerbteilnehmers. Ist die Liquidität eines Profi-Vereins durch Überschuldung nicht mehr gewährleistet, wird in der Regel dem Wettbewerbsteilnehmer die Lizenz zum Spielbetrieb entzogen; dies geschieht unter anderem, weil man die anderen Wettbewerbsteilnehmer vor sportlichem und damit verbundenem finanziellem Schaden bewahren will. Wird ein Sportverein zahlungsunfähig und kann ein Wettbewerbsturnier deshalb nicht ordnungsgemäß beenden, beträfe dies ebenso die anderen Wettbewerbsteilnehmer, da Spiele gegen den lizenzverstoßenden und damit aus dem Spielbetrieb ausscheidenden Verein in der Regel annulliert oder aus der Wertung genommen würden.

### Lizenzentzüge in den Fußball-Bundesligen
Fußball-Bundesliga
| Jahr | Verein            | Anmerkung                  |
| ---- | ----------------- | -------------------------- |
| 1965 | Hertha BSC        |                            |
| 1972 | Arminia Bielefeld | „Bundesliga-Skandal“       |
| 1995 | Dynamo Dresden    | auch für die 2. Bundesliga |

2. Fußball-Bundesliga
| Jahr | Verein                                | Anmerkung                                                 |
| ---- | ------------------------------------- | --------------------------------------------------------- |
| 1977 | Bonner SC                             |                                                           |
| 1979 | FC St. Pauli                          |                                                           |
| 1979 | Westfalia Herne                       | gab Lizenz nach erstem Spieltag der Saison 1979/80 zurück |
| 1980 | DSC Wanne-Eickel                      | freiwilliger Verzicht                                     |
| 1982 | TSV 1860 München                      |                                                           |
| 1988 | Rot-Weiß Oberhausen                   |                                                           |
| 1989 | Kickers Offenbach                     |                                                           |
| 1991 | Rot-Weiss Essen                       |                                                           |
| 1992 | Blau-Weiß 90 Berlin                   | meldete in Folge Konkurs an                               |
| 1994 | Rot-Weiss Essen                       | während der Saison, Verein spielte Serie zu Ende          |
| 1995 | 1. FC Saarbrücken                     |                                                           |
| 2000 | Tennis Borussia Berlin                |                                                           |
| 2001 | SSV Ulm 1846                          | auch keine Lizenz für die Regionalliga                    |
| 2003 | SSV Reutlingen 05 SV Waldhof Mannheim | beide auch keine Lizenz für die Regionalliga              |
| 2013 | MSV Duisburg                          |                                                           |
| 2017 | TSV 1860 München                      | auch keine Lizenz für die 3. Fußball-Liga                 |

3. Fußball-Liga
| Jahr | Verein            | Anmerkung                                                                   |
| ---- | ----------------- | --------------------------------------------------------------------------- |
| 2009 | Kickers Emden     | aus wirtschaftlichen Gründen den Lizenzantrag für die 3. Liga zurückgezogen |
| 2011 | Rot Weiss Ahlen   |                                                                             |
| 2011 | TuS Koblenz       | stellte keinen Lizenzantrag für die 3. Liga.                                |
| 2013 | Kickers Offenbach |                                                                             |
| 2021 | KFC Uerdingen 05  | Liquidation der KFC Uerdingen 05 Fußball GmbH                               |
| 2022 | Türkgücü München  | Einstellung des Spielbetriebs nach dem 31. Spieltag                         |

### Lizenzentzug bei Profisportlern
Ende 2004 wurde dem vierfachen Schwergewichts-Boxweltmeister Evander Holyfield aus medizinischen Gründen von der New York State Athletic Commission die Lizenz entzogen. Bevor er in einem anderen amerikanischen Bundesstaat eine Profi-Box-Lizenz erhalten konnte, war eine Untersuchung bei einem New Yorker Kommissions-Arzt verpflichtend.

## Lizenzentzug bei Rundfunk und Medien
- 31. Dezember 2004: Ende des Jahres 2004 wurde dem baden-württembergischen Landessender BTV4U die Lizenz zum Sendebetrieb von der Landesanstalt für Kommunikation entzogen. Das Verwaltungsgericht Stuttgart bestätigte den Beschluss der zuständigen Landesanstalt, die nicht gewillt war, die Sendelizenz von BTV4U zu verlängern. Grund für die Zwangseinstellung des Sendebetriebs waren mehrere Verstöße der Betreiberfirma und des Alleingeschäftsführers Thomas Hornauer gegen das Medienrecht. Hauptgründe für den Lizenzentzug waren die kontinuierliche direkte Einflussnahme des Geschäftsführers Thomas Hornauer auf einzelne Mitarbeiter, sein Missbrauch des Senders für persönliche Zwecke sowie der Verstoß gegen das gesetzliche Gebot der Unabhängigkeit und Sachlichkeit von Informationssendungen. Das Programm von BTV4U war in der Vergangenheit unter anderem wegen eines hohen Anteils an Esoterik- und Astrologie-Sendungen sowie Beschwerden von Mitarbeitern über „sektenähnliche Zustände“ in die Kritik geraten. Als im April 2004 die erste Verlängerung der Lizenz anstand, versprach Geschäftsführer Hornauer, die Orientierung des Senders zu ändern. Als die Lizenz jedoch sicher in der Tasche war, weitete Hornauer die Esoterik-Sendungen aus – zu Lasten der Nachrichtenberichterstattung, die eine Auflage für die Lizenz war. Da die Justiz solche Entgleisungen auch für die Zukunft befürchtete, wurde die Lizenz entzogen.
- Im Dezember 2003 gab der deutsche Mobilfunknetzbetreiber mobilcom eine ersteigerte UMTS-Lizenz zurück. Grund für die Rückgabe war eine Frist der Regulierungsbehörde, wonach die UMTS-Lizenz-Inhaber bis Ende des Jahres 2003 ein Netz aufgebaut haben müssen, das 25 Prozent der Bevölkerung erreicht, andernfalls kann die Lizenz entzogen werden. Das Mobilfunkunternehmen hatte sich dann dazu entschieden, kein eigenes UMTS-Netz aufzubauen und kam damit einem Lizenzentzug zuvor.